# The Stranglers
The Stranglers és una banda de proto punk i punk rock del Regne Unit formada en 1974 a Guildford. Se'ls considera com una de les precursores del punk, però més per les seves actituds que per la similitud musical, ja que han explorat multitud d'estils. La banda va donar els seus primers passos en els circuits de pub rock i finalment va aconseguir la categoria de grup de mainstream amb un notable èxit comercial, especialment al Regne Unit i la resta d'Europa. En aquell han aconseguit que 17 dels seus àlbums i 23 dels seus senzills hagin entrat en les llistes del Top 40.

## Història
El grup comença la seva carrera amb el nom de Guildford Stranglers en Chiddington, una localitat propera a Guildford, comtat de Surrey, Anglaterra, el 1974. Operava des de The Jackpot, un despatx de begudes regentat per Brian Duffy, nom real de Jet Black, bateria de la banda. Al seu costat, el cantant i guitarrista Hugh Cornwell, el baixista i també vocalista Jean Jacques Burnel, i el guitarrista, teclista i cantant Hans Wärmling eren els membres de la primera formació, encara que aquest últim va ser aviat reemplaçat en els teclats per Dave Greenfield. Cap d'ells procedia de Guidlford: Black era de Ilford, Burnel de Notting Hill, Cornwell de Kentish Town i Greenfield de Brighton. Wärmling, de Suècia, va tornar al seu país després d'abandonar el grup.
De tots ells, Cornwell era l'únic que tenia una carrera prèvia a l'escena del rock, com a company de Richard Thompson en el grup adolescent Emil & the Detectives. Segons Thompson, el seu repertori anava del blues dels anys cinquanta fins a "cares B de Kiki Dee" i altres cançons pop. Burnel era un guitarrista clàssic que havia arribat a tocar en orquestres, Jet Black procedia del jazz, i Greenfield havia tocat en alguna base militar a Alemanya.
Al desembre de 1976, United Artists va oferir 40.000 lliures esterlines per un contracte en exclusiva. The Stranglers van acceptar i el febrer de 1977 gravaven el seu primer single, titulat "(Get A) Grip (On Yourself)", que va arribar al número 4 de les llistes d'èxits britàniques. Un parell de mesos després va aparèixer l'àlbum Rattus Norvegicus, que va ser aclamat pel públic. Amb aquestes primeres cançons el grup va saber imposar-se. En les seves lletres es ficaven amb tot: amb el punk convencional i amb la manera de fer i de dir les coses en aquell temps. Per certes duríssimes paraules dirigides a les dones i al feminisme van ser acusats de misogínia. La selecta ideologia del grup es sustentava sobre una música refinada, rica en matisos i en sonoritat, netament superior a la producció mitjana d'aquell període.
El grup, molt prolífic, va editar al setembre de 1977 el seu segon àlbum, No More Heroes, que va arribar al segon lloc de les llistes d'èxits, mentre que el single homònim va entrar al Top 10, confirmant la seva fortuna comercial. En el transcurs de només dos anys The Stranglers havien conquistat un paper rellevant en l'escena britànica, per sobre dels altres grups punk. Les seves actuacions en viu eren dures, agressives, descarades, mentre que els seus discos mostraven cada vegada un major refinament. El tercer àlbum, Black and White (1978), va ser el senyal del canvi: en ell, The Stranglers, cada vegada més distanciats del punk, es mostren originals i autònoms. Dividit en dues cares, una blanca i l'altra negra, l'àlbum és contradictori: els músics furguen en nafres com la xenofòbia i el ressorgiment feixista. El disc va fregar la cúspide de la llista d'èxits. Després de l'àlbum en directe Live (X Cert), de març de 1979, l'octubre del mateix any va aparèixer The Raven, en què el vell so de l'òrgan de Greenfield era substituït per sintetitzadors.
El 1979 va ser un any important: el grup va actuar al Japó i es va iniciar l'activitat en solitari d'alguns membres. Cornwell va realitzar Nosferatu; Burnell va gravar Euroman Cometh. En canvi, 1980 va ser menys afortunat. A Niça, després d'un concert, van esclatar desordres i les autoritats franceses els van acusar de provocadors. Poc després, Cornwell va passar tres setmanes a la presó per possessió de droga. Finalment, durant una gira per Amèrica, el grup va caure en fallida. The Stranglers estaven a un pas del final, quan, al febrer de 1981, van publicar The Gospel According to The Meninblack, un àlbum-concepte de forts sentiments religiosos. I al novembre d'aquest mateix any va aparèixer La Folie, el primer dels seus àlbums en el qual es deixa sentir el vent del nou decenni, els anys vuitanta, i que tanca definitivament el seu període punk.
En aquest punt The Stranglers són una banda de rock a tots els efectes. Els anys transcorreguts han marcat la seva evolució cap a una música més tranquil·la, que troba la seva exaltació en l'àlbum Feline (1982), que conté l'èxit "European Female" i assenyala el seu pas a la companyia Epic. Després del disc solista de Greenfield, titulat Fire and Water (1983), The Stranglers van gravar l'òptim Aural Sculpture (1984), que va confirmar la seva tendència cap a un so compacte amb cançons enganxoses, però sense caure mai en el banal. En alguns temes, com "Skin Deep", ressorgeix l'homenatge a The Doors. Després d'una recopilació del període d'United Artists titulada Off the Beaten Track, The Stranglers van gravar Dreamtime el 1986 i All Live and All of the Night el 1988, un àlbum en directe concebut com un recull de les seves millors temes, comprès aquell "Always The Sun" que va constituir l'últim gran èxit del grup.
Hugh Cornwell va abandonar el grup el 12 d'agost de 1990, l'endemà d'actuar en l'Alexandra Palace de Londres amb un aforament abarrotat. Paul Roberts juntament amb John Ellis van arribar al grup, i aquest va ser reemplaçat en 2000 per Baz Warne. Paul Roberts se'n va anar al desembre de 2006, formant el quartet actual.

## Discografia
- Rattus Norvegicus (1977)
- No More Heroes (1977)
- Black and White (1978)
- The Raven (1979)
- The Gospel According to The Meninblack (1981)
- La Folie (1981)
- Feline (1983)
- Aural Sculpture (1984)
- Dreamtime (1986)
- 10 (1990)
- Stranglers In the Night (1992)
- About Time (1995)
- Written in Red (1997)
- Coup de Grace (1998)
- Norfolk Coast (2004)
- Suite XVI (2006)
- Giants (2012)